# 梁谷音
梁谷音（1942年—），原籍浙江新昌，上海戲曲學校、上海崑劇團崑曲演員，專攻花旦；1954年考入華東戲曲研究院崑劇演員訓練班（後改為上海戲曲學校），畢業於上海戲曲學校首屆崑曲班(崑大班)，師承沈傳芷、張傳芳、朱傳茗等傳字輩老師，上海戲劇家協會理事。

## 演藝經歷
1959年，《刺梁》一劇獲上海青年會演一等獎。
1973年，梁谷音調往浙江省京劇團，1978年上海崑劇團成立，再由浙江調回上海，加盟了上海崑劇團。除了前往香港、台灣進行演出與講學外，先後也赴美、英、日、丹麥和瑞典等國家演出。
所主演的崑劇大戲有《爛柯山》、《蝴蝶夢》、《牡丹亭》、《琵琶行》、《潘金蓮》等，其他有的折子戲如:〈思凡下山〉、〈借茶活捉〉、〈描容別墳〉、〈癡訴點香〉、〈佳期拷紅〉。

## 代表劇目
- 《爛柯山》
- 《琵琶行》
- 《牡丹亭》
- 《蝴蝶夢》
- 《秋江》
- 《尋夢》
- 《癡夢》[2]

## 獲獎
- 主演《潘金蓮》榮獲1989年上海文化藝術節優秀成果獎，後拍成電視劇贏得了全國電視劇二等獎。
- 主演的《琵琶行》獲第七屆中國戲劇節劇目獎，個人獲優秀表演獎項。
- 1993年，榮獲中日友好協會基金會獎賞，首屆的寶鋼高雅藝術獎。
- 梁谷音榮獲了第三屆中國戲劇梅花獎。
- 首屆上海戲劇'白玉蘭表演藝術主角獎'得主，第五屆上海戲劇“白玉蘭表演藝術主角獎”。[4]

## 外部連結
- 空谷传音：梁谷音专访   （页面存档备份，存于）